# Edotia pulchra
Edotia pulchra är en kräftdjursart som beskrevs av Brandt 1990. Edotia pulchra ingår i släktet Edotia och familjen tånglöss. Inga underarter finns listade i Catalogue of Life.